# Ooencyrtus sphingidarum
Ooencyrtus sphingidarum är en stekelart som beskrevs av Timberlake 1941. Ooencyrtus sphingidarum ingår i släktet Ooencyrtus och familjen sköldlussteklar. Inga underarter finns listade i Catalogue of Life.